# Butembo
Butembo est une ville de la république démocratique du Congo, située dans le Nord-Kivu. Importante ville commerciale, elle se trouve au nord-est du pays, sur le graben de Rwenzori et à l'ouest du Parc national des Virunga.Elle est la ville où habitent les hommes d'affaires les plus prospères de l'Est du pays.
Elle est parmi les neuf villes socio-économiques de la république démocratique du Congo : Baraka, Bandundu, Beni, Boma, Butembo, Likasi, Mwene-Ditu, Uvira et Zongo.

## Géographie
Butembo s'étends sur une superficie de 190,3 km2, trois fois supérieure à celle de la ville de Goma, et se trouve à une altitude de 1 381 m. Elle est située dans la province du Nord-Kivu, à cheval sur les territoires de Lubero et de Beni, à 44 km de la localité de Lubero, 54 km de la ville de Beni, 307 km de la capitale provinciale, Goma et 65 km du lac Édouard.
Une borne indiquant la ligne de l’équateur est située à environ vingt-cinq kilomètres au sud de la ville.
La population de Butembo s'élève à 2 000 000 habitants[Quand ?][réf. souhaitée], issus en majorité de la tribu Nande[réf. souhaitée].
En 1950 la population s'élevait à 5 090 habitants.
Les langues parlées sont le français, le swahili et le kinande.

### Climat
Le climat de Butembo est de type subtropical humide (Afi), modéré par l’influence des montagnes,,. La moyenne annuelle de température est de 24.5°C et les précipitations sont en moyenne de 312.9 mm. L'espace urbain contient des réserves forestières. La ville est construite sur des collines. Elle fait face à plusieurs défis environnementaux dont les érosions sur les berges des cours d'eau, la gestion difficile des déchets, l'insuffisance d'eau potable et les inondations régulières des habitations riveraines des rivières et ruisseaux.

## Administration

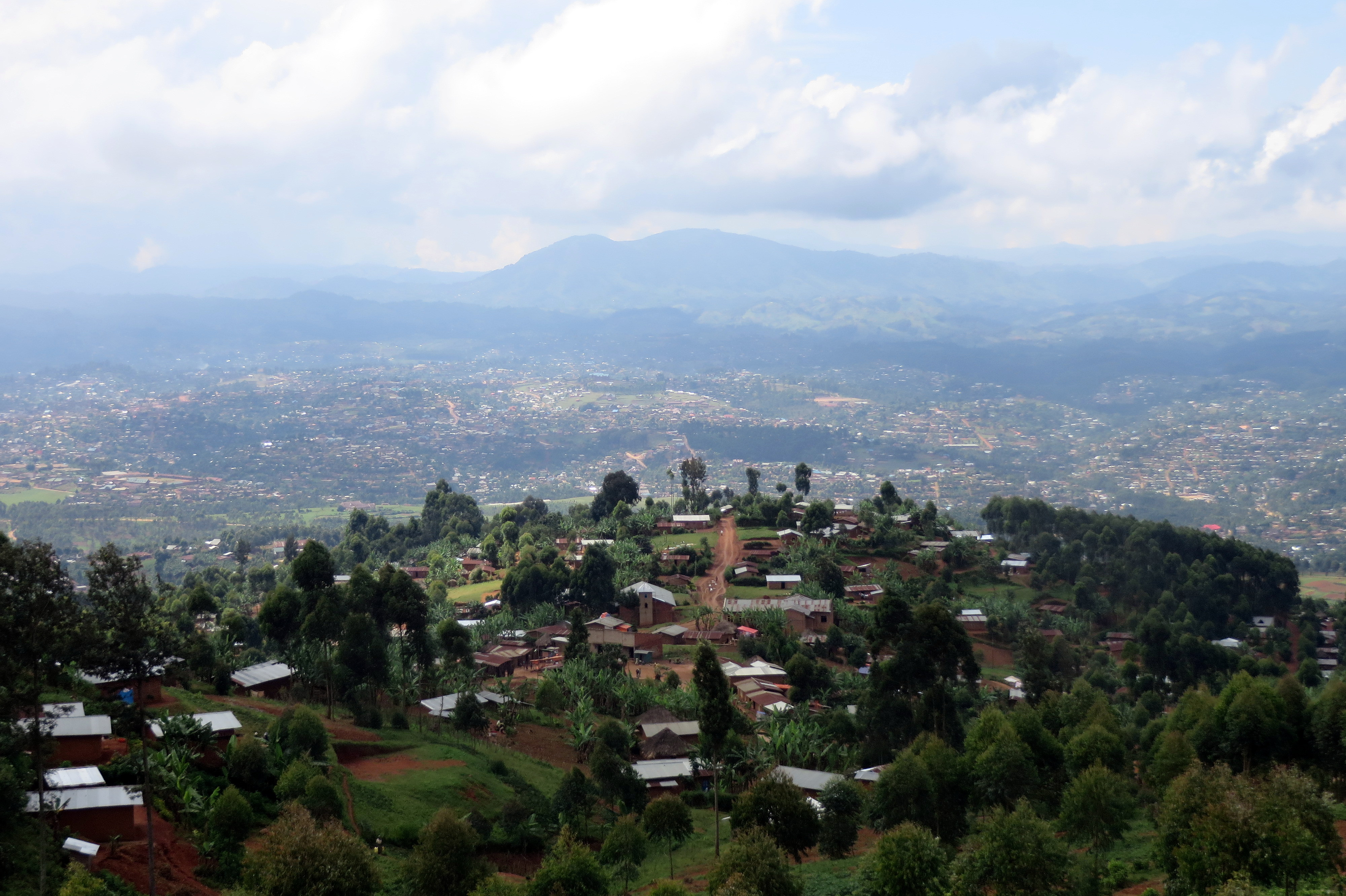
Vue des hautes collines de la ville de Butembo (2014)

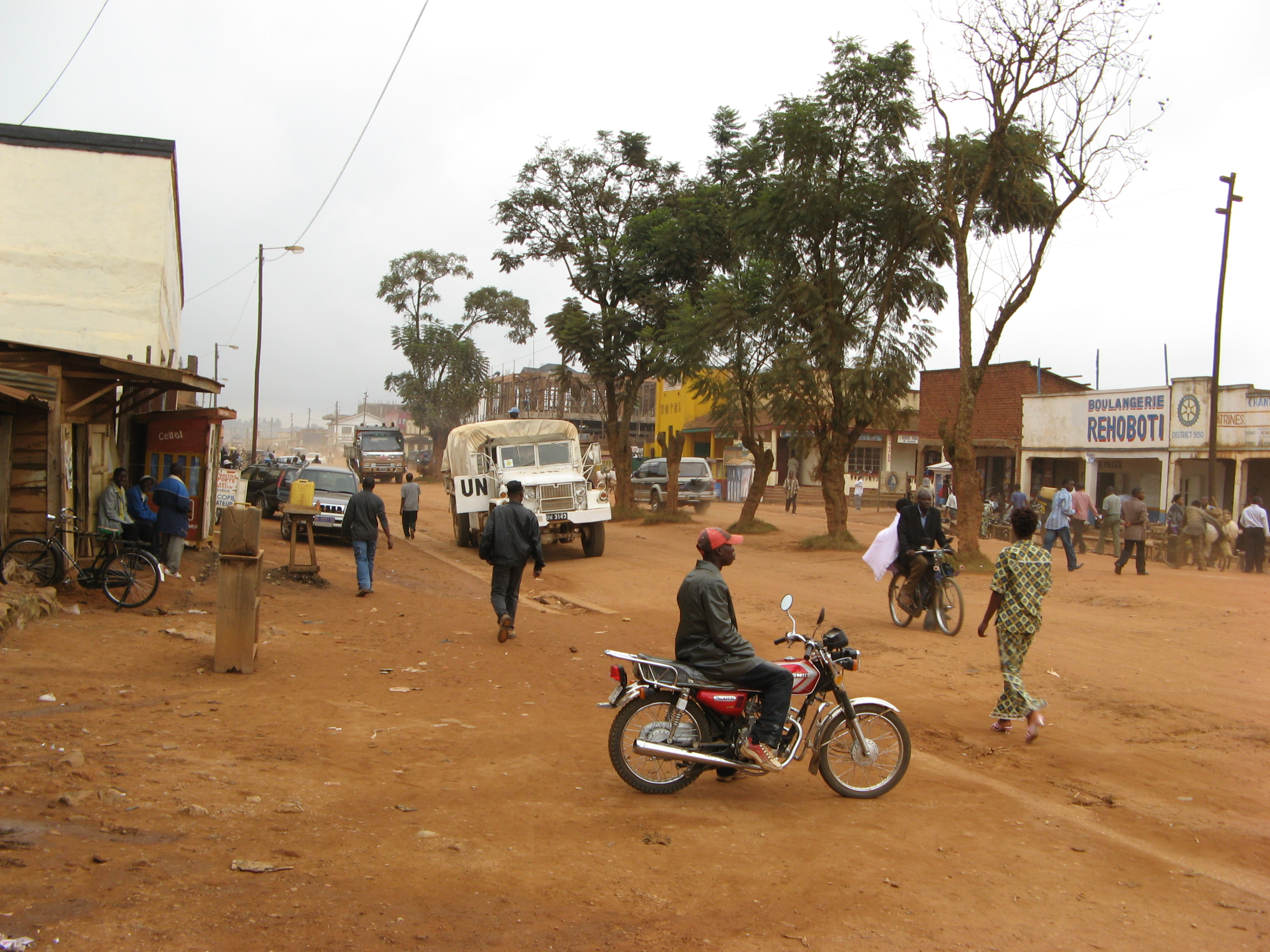
Rue dans la ville en 2007

Sur le plan administratif, Butembo compte quatre communes : Bulengera, Kimemi, Mususa et Vulamba. À l'issue de différents flux des déplacés fuyant la guerre, la ville a vu sa population s'accroître rapidement. Elle compte environ deux millions d'habitants, une estimation de 2022.
La ville compte 28 quartiers, répartis comme suit :
- la commune Bulengera a 9 quartiers : Kalemire, Kamesi Mbonzo, Kimbulu, Kyaghala, Mukuna, Mutiri, Rughenda, Wayene et Eveché ;
- la commune Kimemi a 8 quartiers : Biondi, Bwinyole, Commercial, Lumumba, Malende, Ngerengere, Vutetshe et Vutsundo ;
- la commune Mususa a 7 quartiers : Bwinongo, Katwa, Kitulu, Matanda, Ngingi, Vigholo et Vungi ;
- la commune Vulamba a 4 quartiers : Congo Ya Sika, Kambali, Matembe et Mukalangura.

Butembo groupe tous les douze clans Yira (Nande) c'est pourquoi elle est considérée comme la capitale extra-coutumière de ce peuple.

## Économie
Les principales activités de ses habitants sont le commerce, l'agriculture et l'élevage. Butembo est bâtie grâce au seul dynamisme de ses habitants. En effet, grâce aux retombées issues du commerce avec surtout les pays de l'Afrique orientale, du Moyen et de l'Extrême-Orient, la ville se voit dotée peu à peu de nouveaux immeubles et de coquettes résidences privées et elle est devenue l’entrepôt des marchandises qui ravitaillent les villes de Beni, Bunia, Kisangani, Goma, Bukavu, Kindu, Isiro, Buta, Bumba, et tant d'autres. La ville compte actuellement une centaine de familles bourgeoises très discrètes qui échappent à la surveillance[pas clair] du gouvernement central de Kinshasa[réf. souhaitée].
Les entrepreneurs de la ville ont leurs propres compagnies aériennes et institutions financières. Butembo compte une centaine d'industries de café, cacao, boissons, tôle, goudron, bonbon, etc. Dès les années 2020, les jeunes de la ville ont lancé les start-ups numériques allant de l'e-commerce, fintech, intelligence artificielle, télécommunication à l'agritech,,,.
Les villages environnants abritent des plantations de thé, de café, de cacao et de quinquina,,.
La Zone économique spéciale de Musienene se situe à 17 km au sud de la ville.

## Éducation
Butembo abrite un grand nombre d'institutions d'enseignement de qualité reconnues dans la région des Grands Lacs.[réf. souhaitée].

### Universités
- Université catholique du Graben, fondée en 1989
- Facultés Africaines Bakhita, F.A.B fondées en 2002
- Université adventiste de Lukanga
- Université libre des Pays des Grands Lacs, fondée en 2000[23]
- Université officielle de Ruwenzori (UOR)
- Université de l'Assomption au Congo (UAC), fondée en 1982
- Université Technologique Africaine de Butungera,
- Institut supérieur pédagogique de Muhangi
- Institut des bâtiments et travaux publics (IBTP)
- Institut supérieur de chimie appliquée (ISCA)
- Institut supérieur de commerce (ISC BUTEMBO)
- Institut supérieur Emmanuel d'Alzon de Butembo (ISEAB)
- Institut supérieur des techniques médicales
- Institut supérieur agricole, vétérinaire et de foresterie (ISAVF)
- Institut supérieur pédagogique et technique (ISPT)

### Écoles maternelles, primaires et secondaires
- Institut Malkia Wa Mbingu
- Institut Kambali (ex Collège Pie-X)
- Institut technique agricole et vétérinaire de butembo (ITAV/butembo)
- Institut Monseigneur-Kataliko
- Institut technique industriel de Mahamba
- Complexe scolaire Mages d'Orient
- Institut de Katwa (INSKA)
- Grand séminaire de Vulindi
- Lycée Butembo
- Institut Kavaghendi
- Institut de Butembo
- Complexe scolaire la bourgeoisie du Nord
- Bovary International School
- Complexe Scolaire Les Nande School
- Institut Masikilizano
- Institut Monseigneur-Henry Pierard
- Complexe scolaire sainte croix
- Institut technique de Kirimavolo
- Lycée Utamaduni de Katwa
- Institut Vuhika
- Institut Vulumbi
- Institut Visogho
- École moderne Sainte Victorine
- Institut Kinyabuyiri
- Institut Vungi
- E.P Kinyabuyiri
- E.P Katwa
- Complexe scolaire Saint Maurice
- E.P Kirindera
- E.P Kavisa
- Complexe Scolaire Cardinal Angelini de Ngengere
- E.P Burumbika
- E.P Kimemi
- Complexe Scolaire Le Rocher
- Complexe Scolaire Les Anges
- E.P Butembo-Cité

## Santé
Butembo abrite plusieurs grands hôpitaux du nord-est de la république démocratique du Congo, notamment :
- Hôpital général de référence de Katwa ;
- Hôpital général de référence secondaire de Matanda ;
- Centre de Diagnostic du Nord-Kivu ;
- Hôpital Caritas ;
- hôpital Sainte-Famille de Mukuna ;
- Clinique Vétérinaire de Butembo ;
- Hôpital de Vuhimba ;
- Centre médico-chirurgical IRIS ;
- Cliniques Universitaires du Graben;
- Butembo Fistula Hospital (accueille les campagnes de traitement gratuit de la fistule obstétricale, dans le cadre du Fistula Program DRC[24],[25]) ;
- Centre Neuropsychiatrique Ukandilama ;
- Clinique La Merveille ;
- Centre de Protection des Indigents et Malades Mentaux (CEPIMA) ;
- Centres des Traitements d'Ebola ;
- Polyclinique Mémorielle ;
- Clinique Vétérinaire de l' ITAV ;
- Centre pour handicapés Heshima Letu ;
- Centre Hospitalier des Femmes Engagés pour la Promotion de la Santé Intégrale (FEPSI) ;
- Laboratoire Vétérinaire de Butembo ;
- Clinique La Lumière ;
- Centre Hospitalier Adventiste de Muthiri ;
- Centre Hospitalier CBCA ;
- Centre Médical Geneviève Gazeau ;
- Centre Hospitalier Kyaghala (Mulenze) ;
- Laboratoire Médico-Diagnostique Spécialisé Mgr Mucien Mupendawatu ;
- Centre Hospitalier Tumaini Letu Guido Hélène ;
- Hôpital de Kitatumba ;
- Centre Hospitalier de l'unité ;
- Centre Hospitalier Vutule ;
- Centre Hospitalier Vutike ;
- Centre pour Handicapés Maman Musayi ;
- Hôpital Wanamahika

## Culture
La ville de Butembo est un grand centre culturel et artistique de la RDC[réf. souhaitée], donnant origine à plusieurs artistes de renom[Lesquels ?], possédant un grand nombre des médias, des espaces culturels et qui met en avant la promotion d'Olhuyira (Kinande), la langue locale.

### Média

#### Télévisions
- Moto TV (canal 21, fréquence 471)
- Leo Njo Leo TV

#### Radios
- Radio Moto Butembo-Beni (FM 102.0),(FM 104.0)
- Radio Upendo Kivu  (FM 95,8 Mhz)
- La Voix de l'UCG (92.2 FM), (102.6MHz)
- Radio Elimu  (FM 95,0 Mhz)
- Radio Télévision Évangélique de Butembo (FM 90.0 Mhz)
- Radio Télévision CetroBbo (FM 89.3 Mhz)
- Radio Communautaire Paon Butembo  (FM 98,4 Mhz)
- Radio Communautaire Nyota (FM 87,5 Mhz)
- Canal Wikongo (FM 94.5MHz)
- Radio Télévision Patriarche d'Afrique (FM 87.7MHz)
- Radio Télévision Scolaire de Butembo 1(FM 07.5MHz)
- Radio Liberté Butembo (FM 105.0MHz)
- Radio Télévision Victoire Horizon (FM 103.0MHz)
- Radio Ebeneza (FM 97.5MHz)
- Radio RASO (FM 93.6MHz)
- Radio Télé la Grâce de Butembo (FM 92.5MHz)
- Radio Communautaire Sauvetage (FM 105.5 MHz)
- Radio la Référence (FM 106.5MHz)
- Canal Kyakere (FM 100.3MHz)
- Radio Joshimidi (FM 93.3MHz)
- Radio BL6 (FM 83.6MHz)
- Radio Utamaduni (FM 90.8MHz)
- Radio Pacifique (FM 95.4MHz)
- Radio Muthembo (FM 97.0MHz)
- Radio Reba (FM 98.2MHz)
- Radio Salama (FM 106.0MHz)
- Radio MCA (FM 91.8MHz)
- Radio Communautaire Lubwe (FM 91.5MHz)
- RTNC (FM 90.0MHz)
- Radio Omega (FM 92.7MHz)
- Fréquence (FM 90.5MHz)
- Fréquence (FM 89.0MHz)
- Radio Rwese (FM 103.5MHz)
- Radio Communautaire Butembo (FM 101.5MHz)
- Radio Soleil (FM 101.0MHz)
- Radio Du Peuple Congolais (FM 99.5MHz)
- Radio LIDEFAU (FM 100.5MHz)
- Radio Faraja (FM 100.0MHz)
- Radio Wakulima (FM 96.2MHz)
- RTGL (FM 94.0MHz)

#### Magazines
- Beni-Lubero Online
- Mining and Business
- Magazine Rafiki
- Magazine de droits humains Soleil
- La Guardia
- Magazine Caritas Beni-Butembo

### Espaces culturels
- Centre culturel congolais de Butembo
- Musée National de Butembo
- Espace Yira Mirembe
- Philosophat de Vuhimba
- Ciné-Kivu
- Centre de lecture et d'animation culturelle (CLAC Butembo)

## Sports
Le sport reste à Butembo un des facteurs clé de cohabitation sociale des différentes couches de la population[réf. souhaitée]. Cependant, ce secteur peine aujourd’hui à se développer à cause d'un manque d’infrastructures adéquates.

### Football
- Association sportive Nyuki
- Union sportive SOCOZAKI
- FC Étincelle

### Basketball
- Butembo Strong Bulls (BSB)
- New Generation of Basket (NGB)
- Basketball Club Ouragan
- Bulengera Basket Club (BBC)

## Hospitalité
Les sites touristiques existants à Butembo appartiennent à des particuliers. Aucun site d'attraction n’est à ce jour aménagé par le gouvernement congolais dans la ville.

### Espaces verts urbains
Réserve forestier de Mususa : 40 hectares, située à 5 kilomètres du centre-ville. Des espèces végétales comme animales vivent dans la réserve forestière, qui porte le nom de la rivière qui marque la limite entre le territoire de Lubero et la ville de Butembo, dans la commune de Kimemi.
Mont Lubwe : est une montagne qui offre le panorama de la ville de Butembo avec une altitude de 1 931 mètres. En faisant l’alpinisme sur ce mont vous verrez les 4 communes de la ville de Butembo. C'est à partir d'elle que cette ville est desservie en eau potable.

### Espaces verts et bleus périurbains
Parc national des Virunga : situé à moins de 50 km à l'est de la ville de Butembo, il a été créé en 1925, ce qui en fait de lui le plus ancien parc national de l'Afrique. Le parc couvre 7 900 km2 depuis les montagnes des Virunga au sud, jusqu'aux montagnes du Rwenzori au nord, il comprend une grande partie du lac Édouard et les plaines de la Rwindi. Cette diversité de paysages a permis l'existence de la biodiversité la plus importante de toutes les aires protégées d'Afrique, abritant plus d’un millier d’espèces de mammifères, d’oiseaux, de reptiles et d’amphibiens ainsi qu’un tiers des gorilles de montagne menacés d’extinction dans le monde. Plusieurs espèces emblématiques y trouvent un habitat favorable, des lions (Panthera leo), des hippopotames amphibies (Hippopotamus amphibius) ainsi que trois taxons de grands singes : le Gorille des montagnes, le Gorille de Grauer (Gorilla beringei graueri) et le Chimpanzé de l’est (Pan troglodytes schweinfurtii). En 1979, il est consacré patrimoine mondial, mais rejoint la liste du patrimoine mondial en péril en 1994. Il est également désigné site Ramsar depuis 1996.
Parc national de la Maiko : situé à quelque 150 km à l'Ouest de la ville de Butembo, Il appartient à l'une des régions forestières les plus isolées du pays, et abrite trois des plus spectaculaires espèces animales endémiques du pays : le gorille des plaines de l'est (Gorilla beringei graueri), l'okapi (Okapia johnstoni), et le paon du Congo (Afropavo congoensis), en plus d’une population d’éléphants de forêt, de chimpanzés à face claire et de buffles, et de nombreuses autres espèces. Heureusement, tout le parc n'est pas concerné par les troubles divers (braconnage, incursion de groupes armés, exploitation illégale des ressources minières du parc, feux de brousse, et déforestation). Il occupe une bonne partie de la forêt de l’Ituri sur une superficie de 10 830 km2, entre les rivières Lubero et Maiko.
Montagne Rwenzori : situé à moins de 100 km au Nord-Est de la ville de Butembo, parfois identifiées comme étant les légendaires monts de la Lune de l'Égypte antique et plus tard des Grecs anciens, culminant à 5 109 mètres d'altitude au pic Marguerite (mont Stanley), ce qui en fait le troisième sommet d'Afrique après le Kilimandjaro et le mont Kenya. C'est une des rares montagnes englacées d'Afrique. Ces montagnes reçoivent annuellement environ 1 990 mm d'eau de pluie, ce qui entraîne la formation de nombreux cours d'eau dont certains alimentent le Nil Blanc en amont. La chaîne fait environ 120 kilomètres de long pour 65 kilomètres de large. La chaîne s’est formée il y a environ 3 millions d’années, à la fin du Pliocène, avec la surrection des rives du rift Albertin, branche occidentale de la vallée du Grand Rift. La surrection du Rwenzori divisa le paléolac Obweruka et créa trois des dix grands lacs africains actuels : le lac Albert, le lac Édouard et le lac George. La flore du Rwenzori est très diversifiée, allant de la forêt tropicale à l'étage nival avec des glaciers en passant par tous les étages intermédiaires. Grâce à des conditions de température et de pluviométrie constante et importante tout au long de l'année, certaines espèces se sont développées de manière particulièrement exubérante. Et ce avec un taux d'endémisme important, surtout dans les zones de forêts de nuages, où l'air saturé de brumes a permis le développement d'espèces complètement insolites, subissant un gigantisme impressionnant : Lobelias, Séneçon géant, bruyères, bambous. La faune comprend des éléphants, plusieurs espèces de primates et de nombreuses espèces d'oiseaux endémiques comme le jacana ou le nectarin de Johnston qui parvient la nuit à entrer dans une « torpeur », hibernation nocturne du fait de la baisse de température. On y trouve des animaux très étonnants comme une espèce de daman unique, le dipneuste, ou encore le caméléon de Jackson.
Lac Édouard (lac Mutsyamira) : situé à 65 km à l'Est de la ville de Butembo, est l'un des Grands Lacs d'Afrique. Il se trouve dans la vallée du Grand Rift, sa rive nord se trouve à quelques kilomètres au sud de l'équateur. Le lac est alimenté par les rivières Nyamugasani, Ishahsa, Rutshuru, et Rwindi. Il se vide par le nord via la rivière Semliki, dans le lac Albert. Il est aussi relié par le canal de Kazinga au lac George par le nord-est. Il est situé à 920 mètres d'altitude, et d'une taille de 77 kilomètres sur 40, pour une surface totale de 2 150 km2 (le 15e du continent par la taille). Il abrite de nombreuses espèces de poissons, dont la pêche est une activité importante pour les populations locales. La zone du lac héberge aussi de nombreuses espèces d'oiseaux résidents ou migrateurs.
Mont Kyavirimu : située à 50 km à l'Est de la ville de Butembo, sur les rives Nord-occidentales du lac Édouard (912 m, 2 150 km2) sur les flancs occidentaux de la crête Congo-Nil dans une aire extensive connue actuellement sous le nom de Rift Albertin. Le mont Kyavirimu ou montagne des esprits selon la croyance Yira, s’élève à une altitude qui va du lac Edouard au sommet du mont Pince avec des cotes altitudinales comprises entre 912 et 3 117 m. Sa superficie varie entre 60 et 79 km2. Cette forêt renferme une grande diversité animale comprenant des mammifères, des oiseaux, des reptiles, des amphibiens, des arthropodes, etc. C’est un bassin versant qui procure les sources à plusieurs rivières. En effet, les rivières telles que Katumo, Tumbwe, Muko, Museya et Kasungu coulent sur les flancs orientaux pour se jeter dans le lac Edouard, tandis que les autres rivières comme Kalibina, Kilya, Kisalala et Maziwa se jettent dans la Talia qui à son tour alimente en grande quantité d’eau la rivière Semliki tributaire du fleuve Nil. Le corridor appelé Mulango-wa-nyama relie les habitats de hautes terres à ceux de basses altitudes et joue donc un rôle écologique important pour la survie de toute la diversité biologique.

## Jumelages
La ville commerciale de Butembo est en dispositif d'échange et de partenariat avec d'autres villes du monde. Ce dispositif encadre des échanges commerciaux, des manifestations culturelles, des échanges pour accueillir des personnes, des travailleurs pour un job, des jeunes pour les études, la diaspora Yira etc. Voici les villes jumelées avec Butembo : Dubaï (Emirates Arabe Unie), Shanghai (Chine), Kampala (Ouganda), Séoul (Corée du Sud), Istanbul (Turquie), Montréal (Canada), Beyrouth (Liban), Bombay (Inde), Bruxelles (Belgique), Tokyo (Japon), Guangzhou (Chine), Mombasa (Kenya), Hong Kong (Chine),Rome (Italie) et Johannesbourg (Afrique du Sud),,,.